# Championnat d'Espagne de football de troisième division
Le championnat d'Espagne de football de troisième division est l'équivalent de la « D3 » espagnole. C'est un championnat réunissant des clubs professionnels, semi-professionnels ou les réserves de clubs professionnels.
Créé en 1929, sous le nom Segunda División (Grupo B), le troisième niveau est renommé Tercera División la même année, puis Segunda División "B" de 1977 à 2021 puis Primera División RFEF de 2021 à 2022.
Avant 2021, le troisième niveau espagnol se présentait avec différents formats, allant d'une poule unique en 1985-1986 à un format à deux poules de 1977 à 1986, puis quatre groupes de 1987 à 2020. En 2020-2021, le championnat se joue avec cinq groupes avec un barrage de montée avec quatre promotions. Après la réforme de 2021, le championnat se compose de deux poules et se renomme Primera División RFEF.

## Format de 1977 à 2021

Logo de la Segunda División B (1977-2021)

Le championnat se compose de 4 poules de 20 équipes. Les quatre premiers de chaque poule se qualifient pour les play-offs d'accession. Les seizièmes disputent des barrages de maintien et les quatre dernières équipes sont reléguées en Tercera Division.
Chaque tour se déroule sous forme de confrontation aller-retour quel que soit le barrage. En cas d'égalité, à l'issue d'une double confrontation, le nombre de buts à l'extérieur est le premier critère de départage. Sinon, une prolongation et éventuellement des tirs au but départagent les deux équipes.

### Barrages d'accession

#### Barrages des équipes vainqueurs de poules
Les équipes ayant terminé premières de poules s'affrontent entre elles par l'intermédiaire d'un tournoi composé de demi-finales et d'une finale. Les rencontres sont tirées au sort. Les deux équipes vainqueurs des demi-finales disputent la finale pour le titre et sont promues en Liga 2. Les deux autres équipes ont une autre chance de monter par l'intermédiaire des barrages des non-vainqueurs des poules où ils entrent au second tour.

#### Barrages des équipes non-vainqueurs de poules
Au premier tour, douze équipes sont engagées. Ce sont les deuxièmes, troisièmes et quatrièmes de poule. Les équipes ayant terminé à la seconde place affrontent une équipe ayant fini quatrième de poule tandis que les troisièmes s'affrontent entre eux. Les confrontations sont tirées au sort. Les équipes ayant fini deuxièmes reçoivent au retour. Pour les matchs opposant les équipes ayant terminé à la troisième place, le premier tiré reçoit à l'aller.
Les six qualifiés plus les deux éliminés des barrages des équipes vainqueurs de poules sont qualifiées pour le second tour. Les équipes issues du barrage reçoivent au retour et affrontent chacune une des équipes les plus faibles étant encore en course. Les confrontations sont tirées au sort. Pour les autres matchs, l'équipe ayant fini la mieux placée lors de la phase de poule reçoit au retour. Si deux équipes ont terminé à la même place, le premier tiré reçoit à l'aller.
Les quatre qualifiés restants disputent un troisième et dernier tour selon les mêmes règles que le tour précédent. Les deux vainqueurs sont promus en Liga 2.

#### Barrages de relégation
Les deux confrontations qui opposent les quatre équipes ayant fini à la seizième place sont tirées au sort. Les deux vainqueurs se maintiennent. Les deux vaincus sont relégués en Tercera Division.

## Format depuis 2021
Après la réforme de 2021, la Primera Federación se joue avec deux groupes de vingt équipes. Le premier de chaque groupe est promu directement en deuxième division, les quatre clubs suivant, disputent un barrage de montée pour déterminer les deux autres promus. Les vainqueurs de groupe se rencontrent en une finale pour déterminer le champion de troisième division.
Les cinq derniers de groupe sont relégués en Segunda Federación, la quatrième division.

## Champions

### Année par année
De 2009 à 2019 et de 2022 à 2025, il n'y a officiellement qu'un seul champion.
| Année     | Groupe 1             | Groupe 2            | Groupe 3              | Groupe 4               | Promus                                                                         |
| --------- | -------------------- | ------------------- | --------------------- | ---------------------- | ------------------------------------------------------------------------------ |
| 1929      | Cultural Leonesa     | Aucun               | Aucun                 | Aucun                  | Cultural Leonesa et Real Murcie                                                |
| 1977-1978 | Racing de Ferrol     | AD Almería          | Aucun                 | Aucun                  | Racing de Ferrol, AD Almería, Castilla CF et Algeciras CF                      |
| 1978-1979 | CF Palencia          | Levante UD          | Aucun                 | Aucun                  | CF Palencia, Levante UD, Real Oviedo et Gimnàstic Tarragone                    |
| 1979-1980 | Barakaldo CF         | Linares CF          | Aucun                 | Aucun                  | Barakaldo CF, Linares CF, Atlético Madrileño CF et AD Ceuta                    |
| 1980-1981 | Celta de Vigo        | RCD Majorque        | Aucun                 | Aucun                  | Celta de Vigo, RCD Majorque, Deportivo La Corogne et Córdoba CF                |
| 1981-1982 | FC Barcelona Atlètic | Xerez CD            | Aucun                 | Aucun                  | FC Barcelona Atlètic, Xerez CD, Palencia CF et Cartagena FC                    |
| 1982-1983 | Bilbao Athletic      | Grenade CF          | Aucun                 | Aucun                  | Bilbao Athletic, Grenade CF, CD Tenerife et Algeciras                          |
| 1983-1984 | CE Sabadell          | Lorca               | Aucun                 | Aucun                  | CE Sabadell, Lorca, CD Logroñés et Calvo Sotelo                                |
| 1984-1985 | Sestao SC            | AD Rayo Vallecano   | Aucun                 | Aucun                  | Sestao SC, AD Rayo Vallecano, Deportivo Aragón et Albacete                     |
| 1985-1986 | Figueres             | Xerez               | Aucun                 | Aucun                  | Figueres et Xerez                                                              |
| 1986-1987 | Tenerife             | Aucun               | Aucun                 | Aucun                  | Tenerife, Lleida, Granada et Real Burgos                                       |
| 1987-1988 | Eibar                | CFJ Mollerussa      | Salamanca             | Alzira                 | Eibar, CFJ Mollerussa, Salamanca et Alzira                                     |
| 1988-1989 | Bilbao Athletic      | Palamós             | Atlético Madrileño CF | Levante                | Bilbao Athletic, Palamós, Atlético Madrileño CF, Levante                       |
| 1989-1990 | Avilés               | Lleida              | Albacete              | Orihuela               | Avilés, Lleida, Albacete, Orihuela                                             |
| 1990-1991 | Real Madrid B        | Racing Santander    | Badajoz               | FC Barcelona Atlètic   | Mérida, Real Madrid B, Compostela, Racing de Santander et FC Barcelona Atlètic |
| 1991-1992 | Salamanca            | Sant Andreu         | Cartagena             | Club Atlético Marbella | Badajoz, Villarreal, Lugo et Club Atlético Marbella                            |
| 1992-1993 | Leganés              | Alavés              | Real Murcia           | Las Palmas             | Toledo, Leganés, Hércules et Real Murcia                                       |
| 1993-1994 | Salamanca            | Alavés              | Gramenet              | Extremadura            | Getafe, Salamanca, Ourense et Extremadura                                      |
| 1994-1995 | Racing Ferrol        | Alavés              | Levante               | Córdoba                | Sestao SC, Almería CF, Alavés et Écija                                         |
| 1995-1996 | Las Palmas           | Sporting de Gijón B | Levante               | Jaén                   | Levante, Las Palmas, Ourense et Atlético Madrid B                              |
| 1996-1997 | Sporting de Gijón B  | Aurrerá             | Gimnàstic             | Córdoba                | Elche, Xerez, Jaén et Numancia                                                 |
| 1997-1998 | Cacereño             | Barakaldo           | FC Barcelone B        | Málaga                 | Málaga, RCD Majorque B, FC Barcelone B et Recreativo                           |
| 1998-1999 | Getafe               | Cultural Leonesa    | Levante               | Melilla                | Elche, Getafe, Levante et Córdoba                                              |
| 1999-2000 | Universidad LPGC     | Gimnástica          | Gandía                | Granada                | Universidad LPGC, Jaén, Ferrol et Real Murcia                                  |
| 2000-2001 | Atlético Madrid B    | Burgos              | Gramenet              | Cadix CF               | Burgos, Polideportivo Ejido, Gimnàstic de Tarragone et Xerez                   |
| 2001-2002 | Barakaldo            | FC Barcelone B      | Real Madrid B         | Motril                 | Terrassa, Compostela, Getafe et UD Almería                                     |
| 2002-2003 | Universidad LPGC     | Real Unión          | Castellón             | Algeciras              | Cadix CF, Algeciras, Málaga CF B et Ciudad de Murcia                           |
| 2003-2004 | Pontevedra           | Atlético Madrid B   | Lleida                | Lanzarote              | Lleida, Pontevedra, Ferrol et Gimnàstic de Tarragona                           |
| 2004-2005 | Real Madrid B        | Ponferradina        | Alicante              | Séville FC B           | Hércules, Castellón, Lorca et Real Madrid B                                    |
| 2005-2006 | Universidad LPGC     | Salamanca           | Badalona              | Cartagena              | Salamanca, Ponferradina, Las Palmas et Vecindario                              |
| 2006-2007 | Pontevedra           | Eibar               | Alicante              | Sevilla Atlético Club  | Sevilla Atlético Club, Ferrol, Córdoba et Eibar                                |
| 2007-2008 | Rayo Vallecano       | SD Ponferradina     | Girona FC             | Écija Balompié         | Huesca, Rayo Vallecano, Girona et Alicante                                     |
| 2008-2009 | Real Unión de Irún   | FC Cartagena        | Alcoyano              | Cadix CF               | Real Unión, FC Cartagena, Villarreal CF B et Cadix CF                          |
| 2009-2010 | SD Ponferradina      | AD Alcorcón         | UE Sant Andreu        | Granada                | Ponferradina, Granada CF, FC Barcelona Atlètic et AD Alcorcón                  |
| 2010-2011 | CD Lugo              | SD Eibar            | CE Sabadell FC        | Real Murcia            | CE Sabadell FC, Real Murcia, CD Alcoyano et CD Guadalajara                     |
| 2011-2012 | Real Madrid Castilla | CD Mirandés         | CD Atlético Baleares  | Cadix CF               | Real Madrid Castilla, CD Mirandés, SD Ponferradina et CD Lugo                  |
| 2012-2013 | CD Tenerife          | Alavés              | CE L'Hospitalet       | Real Jaén              | Alavés, CD Tenerife, Real Jaén et SD Eibar                                     |
| 2013-2014 | Racing de Santander  | Sestao River Club   | UE Llagostera         | Albacete               | Racing de Santander, Albacete, UE Llagostera et Leganés                        |
| 2014-2015 | Real Oviedo          | SD Huesca           | Gimnàstic             | Cadix CF               | Real Oviedo, Gimnàstic, SD Huesca et Bilbao Athletic                           |
| 2015-2016 | Racing Santander     | Real Madrid B       | CF Reus Deportiu      | UCA Murcia CF          | UCA Murcia CF, CF Reus Deportiu, Sevilla Atlético Club et Cadix CF             |
| 2016-2017 | Cultural Leonesa     | Albacete            | FC Barcelone B        | Lorca CF               | Cultural Leonesa, Lorca CF, FC Barcelone B et Albacete                         |
| 2017-2018 | CF Rayo Majadahonda  | CD Mirandés         | RCD Majorque          | FC Cartagena           | RCD Majorque, CF Rayo Majadahonda, Elche et Extremadura UD                     |
| 2018-2019 | CF Fuenlabrada       | Racing Santander    | CD Atlético Baleares  | Recreativo de Huelva   | CF Fuenlabrada, Racing Santander, SD Ponferradina et CD Mirandés               |
| 2019-2020 | CD Atlético Baleares | UD Logroñés         | CD Castellón          | FC Cartagena           | UD Logroñés, CD Castellón, FC Cartagena et CE Sabadell FC                      |

| Année     | Groupe 1  | Groupe 2        | Groupe 3 | Groupe 4          | Groupe 5   | Promus                                                |
| --------- | --------- | --------------- | -------- | ----------------- | ---------- | ----------------------------------------------------- |
| 2020-2021 | Burgos CF | Real Sociedad B | UD Ibiza | Linares Deportivo | CD Badajoz | Burgos CF, Real Sociedad B, SD Amorebieta et UD Ibiza |

| Année     | Groupe 1             | Groupe 2      | Promus                                                                |
| --------- | -------------------- | ------------- | --------------------------------------------------------------------- |
| 2021-2022 | Racing de Santander  | FC Andorra    | Racing de Santander, FC Andorra, Villarreal CF B et Albacete Balompié |
| 2022-2023 | Racing de Ferrol     | SD Amorebieta | SD Amorebieta, Racing de Ferrol, AD Alcorcón et CD Eldense            |
| 2023-2024 | Deportivo La Corogne | CD Castellón  | Deportivo La Corogne, CD Castellón, Córdoba CF et Málaga CF           |
| 2024-2025 | Cultural Leonesa     | AD Ceuta FC   | AD Ceuta FC, Cultural Leonesa, FC Andorra et Real Sociedad B          |

|  | Champion  |
|  | Finaliste |
|  | Promu     |